# 대구 선화당

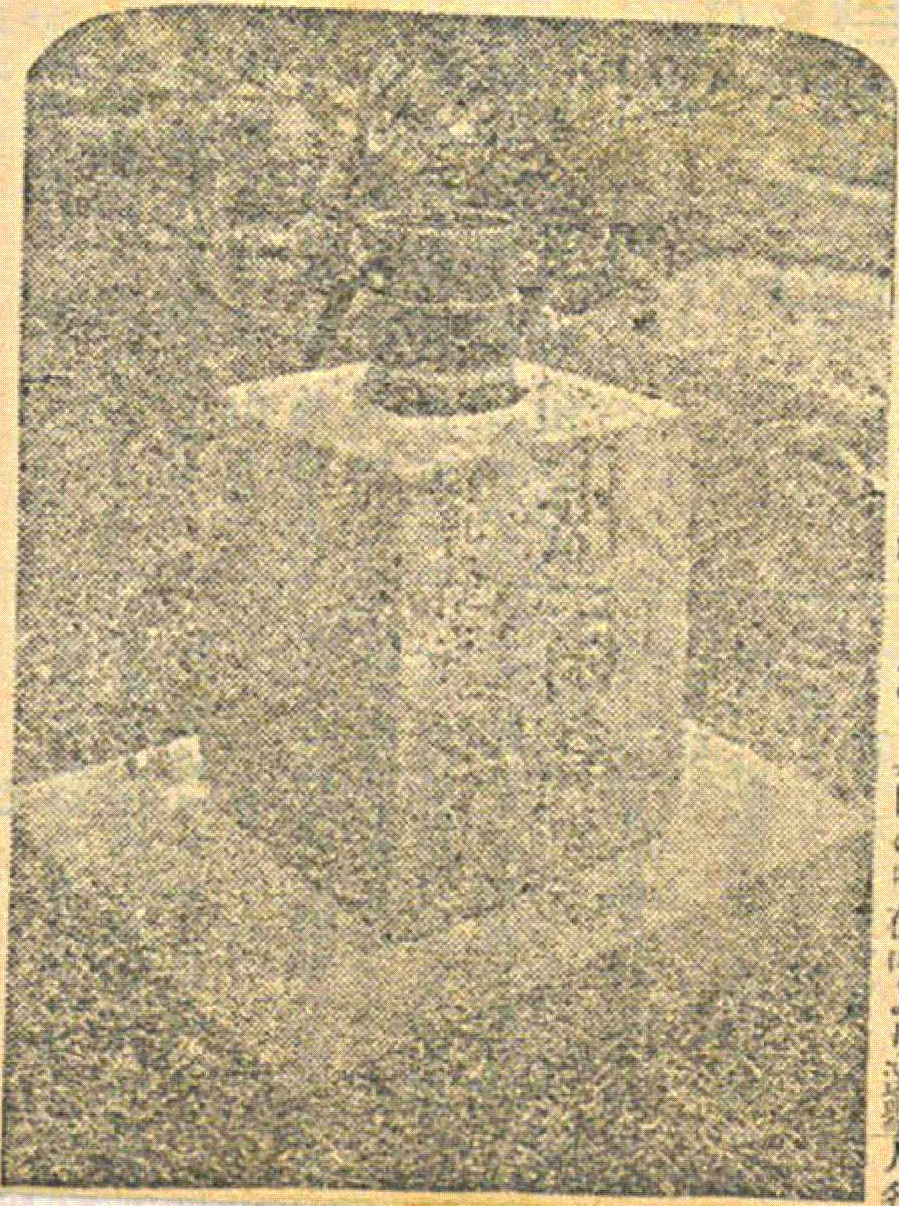
대구 선화당에 있던 선화당 측우기
(박중양에 인천관측소에 기증하였다.)

선화당(宣化堂)은 조선시대 지방관아 중 최상위 관직자였던 종2품 관찰사가 파견된 감영(監營) 중 경상도 감영의 정당(正堂)이다. 현재 대구광역시 중구, 경상감영에 위치한다. 1982년 3월 4일 대구광역시의 유형문화재 제1호로 지정되었다.
선화당은 조선시대의 경상도관찰사가 공무를 보던 곳으로 1730년 두 차례의 화재를 입었고, 지금의 건물은 순조 7년(1807년) 재건된 것이다. 이후 몇 차례의 수리를 거치면서 다소 규모의 변화가 보이나 대체로 건립 당시의 건축형태를 유지하는 것으로 인정된다. 1982년 3월 4일 대구광역시 유형문화재 제1호로 지정되었다.

## 개요
선화당은 경상도 관찰사가 공적인 일을 하던 건물로 원래 안동에 있던 것을 조선 선조 34년(1601)에 김신원이 지금의 자리로 옮겼다. 그 뒤 현종 11년(1670), 영조 6년(1730), 순조 6년(1806) 3차례에 걸친 화재로 타버렸다.
지금의 건물은 순조 7년에 윤광안이 다시 지은 것이다. 그 후 경상북도 도청으로 사용되다가 1969년 도청이 다른 곳으로 옮겨가자 1970년 중앙공원을 만들면서 현 모습으로 고치게 되었다.
간결하고 짜임새 있는 2고주 7량가의 지붕가구를 이루고 있고, 지붕마루의 양성 마감과 용마루에 취두를 갖춘 팔작지붕 등은 조선후기 관아건축으로서 위계와 높은 품격의 건축적 특성을 갖고 있다.
조선 시대 팔도와 읍치에 설치되었던 수많은 관청 건물 가운데서 현존하는 드문 사례로서 조선후기에 다시 시작된 강우 측정 기구인 측우대, 깃대를 꽂았던 깃대꽂이 등도 남아 있어 감영의 공간구성과 운영시설을 살필 수 있다.

## 같이 보기
- 경상감영
- 징청각

## 참고 자료
- 대구 선화당 - 국가유산청 국가유산포털
- 이 문서에는 문화재청에서 공공누리 제1유형으로 배포된 자료를 바탕으로 한 내용이 포함되어 있습니다.